# 엘렌 브리
엘런 브리(Ellen Bry, 1951년 2월 13일 ~ )는 미국의 배우이다.
뉴욕에서 태어났다.

## 출연 작품
- 딥 임팩트 (1998년)
- 바이 바이 러브 (1995년)
- 무적의 아이맨 (1986년)

### 텔레비전
- 시카고 메디컬 (1994년)
- 제1구조대 (1979년)
- 달라스 (1978년)
- 스파이더맨 - 78년 시리즈 (1978년)
- 사랑의 유람선 (1977년)